# Енн Елізабет Данвуді
Енн Елізабет Данвуді (нар. 14 січня 1953) — генерал армії Сполучених Штатів у відставці. Вона була першою жінкою в історії військової служби Сполучених Штатів, яка отримала чотиризіркове офіцерське звання, отримавши четверту зірку 14 листопада 2008 року .
У 2005 році Данвуді стала жінкою найвищого рангу в армії Сполучених Штатів, коли вона отримала звання генерал-лейтенанта (три зірки) і стала заступником начальника штабу армії, G-4 (логістика). 23 червня 2008 року президентом Джорджем Бушем була призначена генералом -командувачем командування матеріальними засобами армії Сполучених Штатів, а через місяць — затверджена Сенатом. На цій посаді вона прослужила до 7 серпня 2012 року і  пішла у відставку 15 серпня 2012 року

## Раннє життя та освіта
Данвуді народилася в 1953 році у Форт-Белвуарі, штат Вірджинія, в сім'ї Елізабет і Гарольда Данвуді. Її батько був кадровим офіцером, і поки вона підростала, родина жила в Німеччині та Бельгії. У 1971 році закінчила американську середню школу Верховного штабу союзних держав у Європі (SHAPE).
У 5 років Данвуді вирішила, що не хоче нічого іншого, як стати лікарем чи медсестрою. Незважаючи на те, що вона походила із родини з міцними традиціями військової служби, її дуже мало цікавила служба в армії. Після середньої школи Данвуді навчалася в коледжі Нью-Йоркського університету штату Кортленд. Під час свого молодшого курсу навчання в коледжі Данвуді відвідувала чотиритижневу вступну програму для армії, яку можна було продовжити, якщо вона зацікавлена, одинадцятитижневим орієнтаційним курсом для жінок-офіцерів, який потім призвів до дворічного зобов'язання. У 1975 році вона стала 2-м лейтенантом інтендантського корпусу, де навчилася стрибати з літаків. Саме тоді вона зрозуміла, що армія — це "організація, яка ґрунтується на цінностях, як і сім'я, з якої я вийшла, і, мабуть, моя справжня пристрасть — це війна. Я просто не знала цього, бо ніколи цього не відчувала. "

## Кар'єра

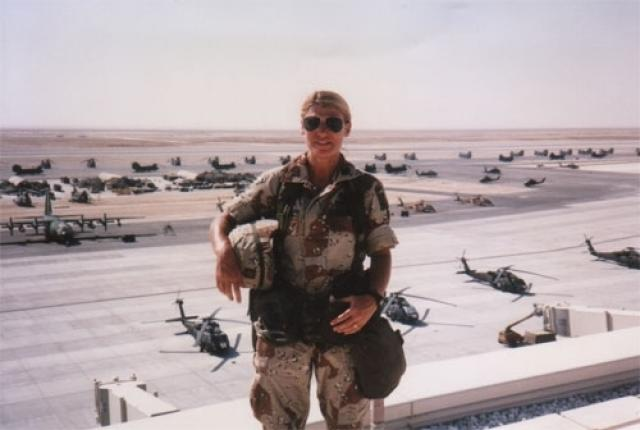
Данвуді на Близькому Сході під час операції «Щит пустелі» або операції «Буря в пустелі».

У 1975 році Данвуді закінчила коледж Державного університету Нью-Йорка в Кортленді зі ступенем фізичного виховання — Кортленд входить до десятки найкращих шкіл у цій галузі — і була безпосередньо зарахована до Жіночого армійського корпусу. В інтерв'ю Military Logistics Forum Данвуді пояснила, що спонукало її стати солдатом: Я виросла в армії і походила із родини, яка з 1862 року захищала нашу націю.  Мій прадід, мій дід, мій батько, мій брат, моя сестра, моя племінниця і мій чоловік — усі ветерани воєн цієї країни.  Мій батько — ветеран трьох воєн і є одним із 25 мільйонів ветеранів, які живуть сьогодні, хто служив нації з такою неймовірною відвагою.  Хоча я пішла до армії відразу після коледжу, я планував залишитися в армії лише для завершення дворічної служби, але незабаром я зрозуміла, що немає інших черевиків, які б я хотіла носити, ніж  ті, які я ношу зараз.  Як солдат, ви можете постійно служити.  Це покликання бути солдатом, і є велике почуття гордості та товариства у служінні найвеличнішій армії світу.
Першим призначенням Данвуді була посада командира взводу 226-ї роти технічного обслуговування 100-го батальйону постачання та обслуговування, Форт-Сілл, Оклахома. Протягом 30 років роботи офіцером інтендантського корпусу вона командувала 226-ю ротою обслуговування Форт-Сілл, Оклахома; 5-й інтендантський загін (ВДВ) Кайзерслаутерн, Німеччина; 407-й батальйон постачання та обслуговування/ 782-й батальйон основної підтримки (MSB), Форт-Брегг, Північна Кароліна; Командування підтримки 10-ї гірської дивізії (DISCOM), Форт Драм, Нью-Йорк; Командування підтримки 1-го корпусу (1-й COSCOM), Форт-Брегг, Північна Кароліна; Військове командування управління рухом (MTMC)/Військове надводне командування розгортання та розподілу (SDDC), Олександрія, Вірджинія; та Об'єднаного командування підтримки озброєнь (CASCOM), Форт-Лі, Вірджинія.
Основні посадові завдання Данвуді включають службу в якості офіцера-парашутника 82-ї повітряно-десантної дивізії; стратегічний планувальник для начальника штабу армії (CSA); Виконавчий офіцер директора Агентства оборонного матеріально-технічного забезпечення; та заступник начальника штабу з матеріально-технічного забезпечення G-4.
З травня 1989 року по травень 1991 року Данвуді служила виконавчим офіцером, а пізніше — офіцером парашутного відділення 407-го батальйону постачання та транспортування 82-ї повітряно-десантної дивізії у Форт-Брегг і була у Саудівській Аравії для операції «Щит у пустелі»/операції «Буря в пустелі». у 2001 році, як командувач 1-го корпусу підтримки, вона розгорнула оперативну групу матеріально-технічного забезпечення на підтримку операції «Неперевершена свобода 1» і виступила в якості командувача Об'єднаного логістичного командування в Узбекистані на підтримку Об'єднаної об'єднаної оперативної групи (CJTF)-180. Як командувач надводного розгортання та розподілу (SDDC), вона підтримувала найбільше з часів Другої світової війни розгортання та передислокування військ Сполучених Штатів.

### Профілактика сексуального насильства
Данвуді разом з Джорджем Кейсі-молодшим були завзяті в просуванні зменшення сексуального насильства в армії Сполучених Штатів. Данвуді вважає, що армія Сполучених Штатів повинна бути прикладом для решти світу і що у них є «критична робота», щоб значно зменшити сексуальне насильство, але вони роблять прогрес.

### Логістика
Данвуді відповідала за всю армійську логістику. Освіту отримала у Флоридському технологічному інституті та Індустріальному коледжі збройних сил. Протягом своєї кар'єри Данвуді керувала найбільшим глобальним командуванням матеріально-технічного забезпечення в історії армії (69 000 військових і цивільних, розташованих у всіх 50 штатах і більш ніж 140 країнах). Разом з тим, вона керувала бюджетом у 60 мільярдів доларів і відповідала за нагляд за контрактами на обслуговування приблизно в 70 мільярдів доларів, а також «керувала глобальним ланцюгом поставок армії та впроваджувала його для численних завдань». Начальник штабу армії генерал Рей Одієрно стверджував, що Данвуді був «просто найкращим логістом, який коли-небудь мала армія».
Данвуді брала участь з першою леді Мішель Обамою в форумі для перспективних дівчат у Вашингтоні, D.C. державних шкіл в березні 2009 року.
Данвуді офіційно пішла у відставку з армії США після 37 років 15 серпня 2012 року.

### Перші в кар'єрі

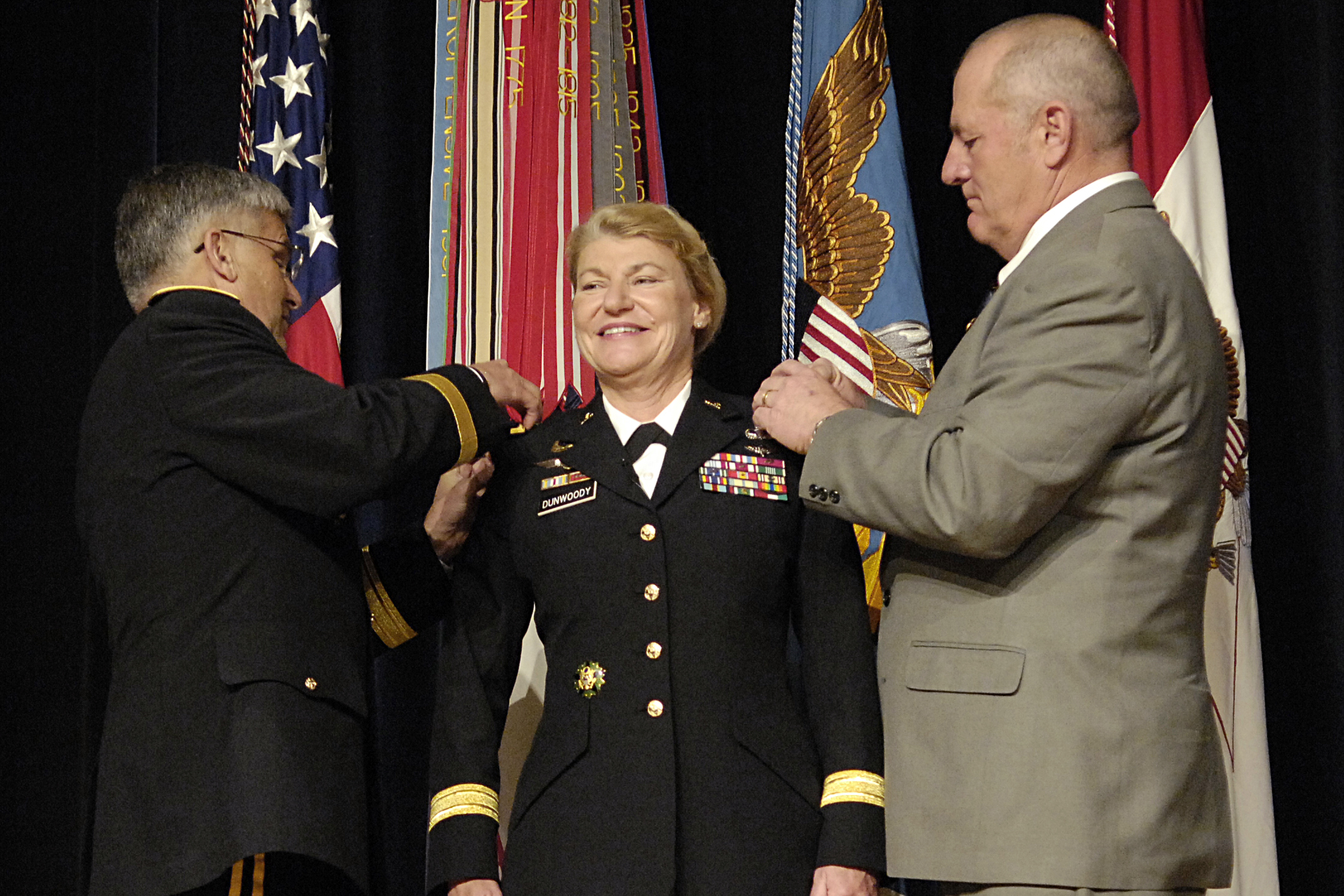
Начальник штабу армії генерал Кейсі та її чоловік Крейг Бротчі прикріпили Данвуді чотири зірки на церемонії підвищення 14 листопада 2008 року.

Серед перших стала першою жінкою, яка командувала батальйоном у 82-й повітряно-десантній дивізії в 1992 році. Вона стала першою жінкою-генеральним директором Форт-Брегга в 2000 році. Вона стала першою жінкою, яка командувала Командуванням загальновійськове забезпечення у Форт-Лі, штат Вірджинія, у 2004 році. А в 2005 році Данвуді стала першою жінкою-солдатом, яка досягла тризіркового звання з часів генерал-лейтенанта Клаудії Кеннеді, колишнього заступника начальника штабу розвідки, яка пішла у відставку в 2000 році.
14 листопада 2008 року Данвуді стала першою жінкою у військовій історії Сполучених Штатів, яка отримала звання чотиризіркового генерала. Її церемонія підвищення відбулася в Пентагоні зі вступними промовами міністра оборони США Роберта Гейтса та начальника штабу армії генерала Джорджа Кейсі.
Наступник Кейсі на посаді начальника штабу армії, генерал Реймонд Т. Одієрно, мав намір рекомендувати Данвуді замінити генерала ВПС Дункана Дж. Макнабба на посаді командувача транспортним командуванням Сполучених Штатів у 2011 році, що зробило б її першим генералом армії, який очолив TRANSCOM а також перша жінка-комбатант. Данвуді, посилаючись на фізичні збитки від її нинішніх обов'язків, відхилила цю пропозицію, вирішивши піти на пенсію після завершення туру в AMC. Натомість вищезгадані віхи були заповнені генералом армії Стівеном Р. Лайонсом і генералом ВПС Лорі Дж. Робінсоном відповідно.

## Освіта
- Закінчила коледж Державного університету Нью-Йорка в Кортленді в 1975 році, отримавши ступінь бакалавра з фізичного виховання.
- Базовий курс інтендантів і базова повітряно-десантна школа 1976 року
- Курс інтендантів для офіцерів
- Командно-генеральний коледж
- Ступінь магістра наук з управління логістикою у Флоридському технологічному інституті в 1988 році.
- Ступінь магістра наук зі стратегії національних ресурсів у Індустріальному коледжі Збройних Сил у 1995 році.
- Випускник курсів стрибків армії США.

## Військові нагороди, відзнаки та відзнаки
Військові нагороди та відзнаки Данвуді включають:
| </img> | Знак «Майстер-парашутист».                       |
| </img> | Нагрудний знак парашута                          |
| </img> | Посвідчення штабу армії                          |
| </img> | Посвідчення бойової служби 82-ї піхотної дивізії |
| </img> | Срібний німецький значок парашутиста             |
| </img> | Знак відзнаки інтендантського корпусу армії США  |

| [[Файл:{{{name}}}.svg\|106px\|alt=]] | Army Distinguished Service Medal (with one bronze oak leaf cluster) |
|                                      | Defense Superior Service Medal                                      |
|                                      | Legion of Merit (with two bronze oak leaf clusters)                 |
|                                      | Defense Meritorious Service Medal                                   |
|                                      | Meritorious Service Medal with six oak leaf clusters                |
|                                      | Army Commendation Medal                                             |
|                                      | Army Achievement Medal with two oak leaf clusters                   |
|                                      | Joint Meritorious Unit Award                                        |
|                                      | Meritorious Unit Commendation with four oak leaf clusters           |
| [[Файл:{{{name}}}.svg\|106px\|alt=]] | National Defense Service Medal (with one service star)              |
|                                      | Southwest Asia Service Medal (with two service stars)               |
|                                      | Global War on Terrorism Service Medal                               |
|                                      | Armed Forces Reserve Medal                                          |
|                                      | Army Service Ribbon                                                 |
|                                      | Army Overseas Service Ribbon                                        |
|                                      | French National Order of Merit (degree unknown)                     |
|                                      | Kuwait Liberation Medal (Saudi Arabia)                              |
|                                      | Kuwait Liberation Medal (Kuwait)                                    |

### Інші відзнаки
- 1998 Нагороджена орденом Святого Мартіна за військові заслуги (армійський інтендантський корпус).
- 2001 Почесний випускник штату Кортленд SUNY.
- 2002 Приведена в звання почесного члена інтендантського полку.
- 2004 р. Лауреат премії Міністерства оборони за видатні заслуги Національної асоціації транспортних засобів оборони.
- 2007 Воєнний орден світових воєн (MOWW) Нагорода за видатні заслуги.
- 2008 Перша жінка-генерал з чотирьох зірок у збройних силах США.
- 2012 Введений до Зали слави інтендантів
- 2012 Нагороджена стародавнім орденом Святого Мартіна (армійський інтендантський корпус)
- 2009 лауреат премії Айзенхауера Асоціації промислового коледжу збройних сил
- 2011 лауреат премії Теодора Рузвельта Національної університетської спортивної асоціації
- 2011 нагороджена французьким національним орденом «За заслуги».
- 2013 введена до Зали слави жіночого фонду армії США
- Ключі до: округу Медісон, міста Хантсвілл та міста Медісон
- Жінка року USO
- 2018 Почесний доктор гуманітарних наук. Університет штату Мічиган
- 2019 лауреат премії Сільвануса Теєра[2]

## Особисте життя

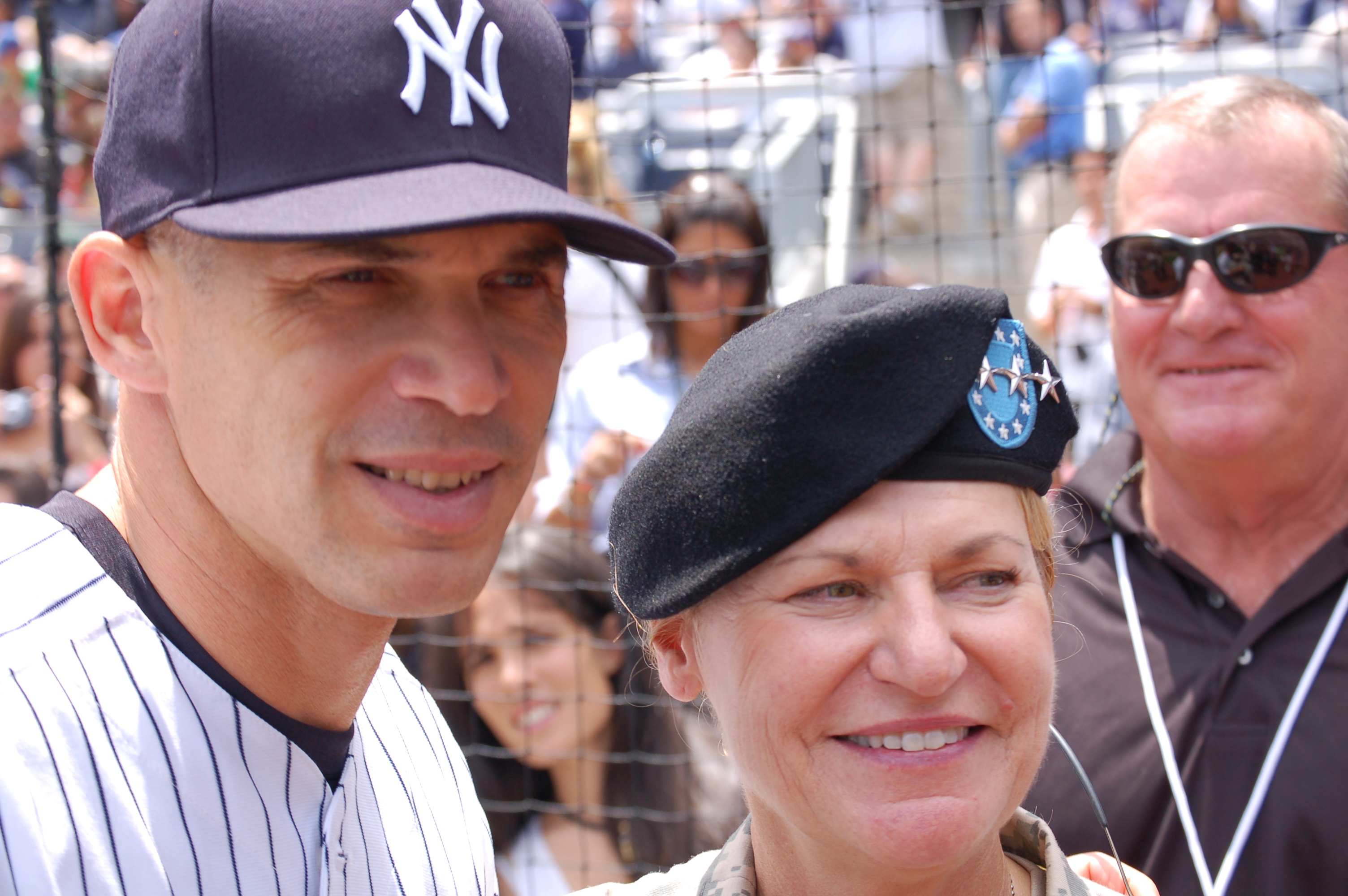
Менеджер Нью-Йорк Янкіз Джо Жірарді з генералом Данвуді під час матчу Янкіз проти. Гра Нью-Йорк Метс 14 червня 2009 року.

Данвуді народилася в сім'ї Гарольда і Елізабет Данвуді. У неї є двоє братів і сестер: Гарольд Х. «Бак» Данвуді (старший лейтенант армії) і Сьюзан Шоек (армійський пілот). У 1989 році вона вийшла заміж за полковника Крейга Бротчі, ВВС США. У них немає дітей, але є собака на ім'я Барні. Зараз Данвуді живе зі своїм чоловіком у Тампі, штат Флорида, де живуть її брат і сестра, і де її чоловік зараз входить до складу правління Фонду воїнів спеціальних операцій.
Данвуді має довгу сімейну історію військової служби в Сполучених Штатах — п'ять поколінь. Вона виросла у будинку військового. Її прадід, бригадний генерал Генрі Гаррісон Чейз Данвуді, випускник Військової академії Сполучених Штатів у 1866 році, був головним офіцером зв'язку на Кубі з 1898 по 1901 рік. Її батько пішов у відставку з армії Сполучених Штатів у званні бригадного генерала в 1973 році. Бригадний генерал Генерал Данвуді — ветеран Другої світової, Корейської та В'єтнамської війни. Він був важко поранений у Франції під час Другої світової війни і отримав Хрест за відвагу за хоробрість, коли служив командиром батальйону під час Корейської війни. У званні бригадного генерала командував 1-ю бригадою 5-ї піхотної дивізії (механізованої) під час війни у В'єтнамі. Її брат, Гарольд Х. «Бак» Данвуді-молодший, закінчив Вест-Пойнт 1970 року. Її старша сестра Сьюзан Шок була третьою жінкою в армії, яка стала пілотом гелікоптера. Її племінниця, Дженніфер Шоек, є льотчиком-винищувачем ВПС США.
Данвуді — дочка Гарольда Данвуді, її натхнення. «Мій особистий герой — мій тато, він гордий ветеран Другої світової війни, Кореї, В'єтнаму», — сказала вона. «І він був справжнім солдатом. І багато чого з того, хто я є, базується на тому, чого я навчився від свого тата, як солдата, як патріота і як батька».

## Подальше читання
- Dunwoody confirmed as first female four-star. United States Army. Army News Service. 24 липня 2008. Архів оригіналу за 11 лютого 2011. Процитовано 20 січня 2022.
- Senate Confirms Dunwoody July 23 for 4th Star (Пресреліз). United States Army. Архів оригіналу за 22 квітня 2009. Процитовано 20 січня 2022.
- Kruzel, John J. (23 червня 2008). President Nominates Woman Army General for Fourth Star. U.S. Department of Defense. American Forces Press Service. Архів оригіналу за 17 травня 2009. Процитовано 20 січня 2022.
- First female four-star U.S. Army general nominated. CNN. 23 червня 2008. Архів оригіналу за 5 листопада 2012. Процитовано 20 січня 2022.
- Swarns, Rachel L. (30 червня 2008). Commanding a Role for Women in the Military. New York Times. Архів оригіналу за 20 січня 2022. Процитовано 19 березня 2022.
- White, Josh (24 червня 2008). Army General's Nomination Called Historic. Washington Post. с. A02. Архів оригіналу за 22 листопада 2010.
- Burns, Robert (23 червня 2008). Dunwoody to Become First Female Four Star General. Huffington Post. Архів оригіналу за 5 листопада 2012. Процитовано 20 січня 2022.
- Dunwoody, LtGen. Ann E. (25 серпня 2008). Quote. United States Army. Архів оригіналу за 14 лютого 2009. Процитовано 20 січня 2022.
- Smith, Steven J. (21 липня 2008). Dad proud of daughter in line to be 4-star. Army Times.
- Joyner, James (25 серпня 2005). Ann Dunwoody Tapped for Third Star. Outside the Beltway. Архів оригіналу за 8 лютого 2010. Процитовано 20 січня 2022.